# Violeta Gil
Violeta Gil Casado, conocida como Violeta Gil (Hoyuelos, 1983), es una escritora, filóloga, creadora escénica y traductora española.

## Trayectoria
Nacida en Hoyuelos un pueblecito de Segovia, se trasladó a Madrid en 2002 para cursar sus estudios universitarios. Es licenciada en Filología Inglesa por la Universidad Complutense de Madrid y en Interpretación por la Real Escuela Superior de Arte Dramático. En 2005, junto a Celso Giménez e Itsaso Arana fundó la compañía de teatro La tristura, que fue compañía en residencia en Teatros del Canal desde 2017 a 2020. En ella, escribe, dirige, produce y distribuye obras que han recorrido escenarios como los del Festival de Otoño de la Comunidad de Madrid, el Thèâtre de la Ville de París, el Festival TEMPO de Río de Janeiro, Cena Contemporânea de Brasilia o el Kampnagel Summer International Festival de Hamburgo, entre otros. También ha realizado piezas en solitario en lugares como La Casa Encendida o La Cárcel de Segovia Centro de Creación (2015). En 2015, obtuvo una beca de la Universidad de Iowa para cursar el máster de Escritura Creativa, hasta 2017, donde creó en colaboración con los estudiantes del MFA de Escritura Creativa en español y el MFA de Traducción de la Universidad, la serie de lecturas performativas en español con subtítulos en inglés, Subtitulados.
Imparte talleres de teatro y escritura en instituciones como La Casa Encendida, La Escuela de Escritores, Matadero Madrid o el Centro de Cultura Contemporánea Conde Duque. Fue artista residente en 2018 en Yaddo (Saratoga Springs), en 2019 en Headlands Center for the Arts (Sausalito), en 2021 en Matadero Madrid con el proyecto de investigación y creación de poesía performativa Una fiesta salvaje y en 2021, en Etopia Centro de Arte y Tecnología (Zaragoza). Colaboró como dramaturga y traductora para sus programas internacionales con las compañías de danza La Veronal (2018 y 2019 ) y Mucha Muchacha.
En 2019, la editorial Arrebato publicó su primer libro de poemas, Antes de que tiréis mis cosas con el que realizó, durante tres años, una gira con un espectáculo con el mismo nombre junto al músico Abraham Boba de León Benavente en el que tienen cabida también la música, la danza y el teatro.
En octubre de 2022, la editorial Caballo de Troya, cuyo editor era Jonás Trueba, publicó su primera novela Llego con tres heridas, en la que narra la historia de una hija que se despide de su padre al que casi no conoció y cuya historia le fue ocultada. Novela de autoficción, que según sus propias palabras tiene muchas partes relacionadas con su autobiografía, en la que narra la historia de su padre y de su abuelo que se hace extensible a la historia de España. El título recuerda al poema Llegó con tres heridas de Miguel Hernández con el que Gil confiesa sentir conexión por los temas, amor, muerte y vida, a los que alude. La obra se forjó como novela y performance durante su estancia en el laboratorio zaragozano Etopia, donde fue invitada para participar en el programa Residencias de autor. En la performance, colaboraron los cineastas Elena López Rivera y Víctor Iriarte. Esta novela ganó el Premio de la Crítica de Castilla y León en 2023.Un fragmento de la novela se publicó en inglés, traducido por Kelsi Vanada para The Los Angeles Review.
Junto al poeta Carlos Bueno, ha traducido Book of Mutter, de Kate Zambreno, para La uña rota.

## Premios
| Predecesora: Pilar Fraile | Premio de la Crítica de Castilla y León 2022 | Sucesor: Alejandro Cuevas |

## Obra
- 2019 - Antes de que tiréis mis cosas. Poesía. Arrebato Libros. ISBN 978-8412015706
- 2022 - Llego con tres heridas. Novela. Caballo de Troya. ISBN 978-84-17417-54-3